# Каликст III
Ка́ликст III (лат. Callistus PP. III, в миру — Альфо́нсо ди Бо́рджиа (традиционная русская передача этой фамилии), точнее было бы «ди Бо́рджа» — от итал. di Borgia, или «Ало́нсо де Бо́рха» — от исп. de Borja; 31 декабря 1378, Хатива, Арагон — 6 августа 1458, Рим) — папа римский с 8 апреля 1455 года по 6 августа 1458 года.

## Ранние годы
Алонсо де Борха (Борджа, Борджиа) родился 31 декабря 1378 года в Арагоне. Он был единственным сыном Доминго де Борха и Франсины Льянсоль и был крещен в базилике святой Марии в Хативе, где ныне стоит статуя в его честь. 
Стал доктором обоих прав в университете Лериды. Антипапой Бенедиктом XIII был назначен каноником собора в Лериде, служил при дворе короля Арагона Альфонсо I. Около 1425 стал секретарём короля. Когда благодаря его стараниям его король признал папой Мартина V, последний в 1429 году назначил Алонсо епископом Валенсии. Когда в 1442 г. король приехал в Неаполь, Борха вместе с ним занялся реорганизацией правовой системы королевства. В 1444 году Евгений IV сделал его кардиналом-священником с титулом церкви Санти-Куаттро-Коронати.
Будучи ещё молодым юристом, Алонсо слушал проповеди Викентия Феррера. В конце своего послания Феррер сказал будущему папе: «Сын мой, в один прекрасный день Вы будете призваны стать украшением своего рода и своей страны, Вы будете наделены высшим достоинством, которым только может быть наделен человек. После своей смерти я буду объектом вашего особого почета. Стремитесь пребывать в добродетели». Став папой, Борха канонизировал Феррера 3 июня 1455 года.
Уже в преклонном возрасте, 8 апреля 1455 года, при поддержке влиятельных римских семейств Колонна и Орсини Алонсо был выдвинут претендентом на Святой Престол как компромиссный кандидат.

## Папство
Став папой, Каликст посвятил все свои силы и средства поддержке регента Венгерского королевства Яноша Хуньяди, армия которого в 1456 году остановила под Белградом наступление турецких войск (см. Осада Белграда (1456)). В честь этой победы папа установил праздник Преображения Господня, который отмечается 6 августа обязательным во всей Западной Церкви. Он ввел также в храмах ежедневно в полдень колокольный звон (называемый «турецким») в честь Ангела Господня.
Одной из главных целей его понтификата была организация крестового похода против турок, захвативших в 1453 году Константинополь. Вопреки героическим усилиям, предпринятым им, ни один из государей Европы так и не откликнулся на призыв. Тем не менее, Каликсту удалось собрать сравнительно крупный флот под командованием кардинала Скарампо, который затем был использован для освобождения некоторых из Эгейских островов.
При этом кроткий и больной старик Борха неожиданно продемонстрировал властный и принципиальный характер, поссорившись с рядом влиятельных римских семейств, отказавшись развести своего старого покровителя короля Альфонсо с бездетной женой и признать его бастарда Ферранте королем Неаполя.
В 1456 году он издал папскую буллу «Inter Caetera», которая подтвердила право португальцев на территории, обнаруженные вдоль западного побережья Африки, и порабощение там иноверцев. Он также дал разрешение на учреждение португальского Ордена Христа. Булла «Inter Caetera» 1456 года противоречила позиции, занятой папой Евгением IV в 1435 году в булле «Sicut Dudum», связанной с запретом захвата рабов на Канарских островах.
В 1456 году Каликст III приказал пересмотреть процесс, в результате которого в 1431 году была приговорена к сожжению на костре героиня французского народа Жанна д’Арк (ок. 1412—1431). Каликст назначил новое судебное разбирательство для Жанны д’Арк, на котором она была посмертно оправдана. Рескрипт о реабилитации Жанны был подписан 7 июля 1456 года. Он одобрил основание университета Грайфсвальд, которое состоялось в 1456 году.
Многие должности при папе заняли его родственники и земляки. Он сделал двух своих племянников — Родриго де Борха и Луиса Хуана де Мила — кардиналами, а младшего брата, Педро Луиса де Борха — командиром папской армии. Впоследствии один из племянников, Родриго Борха (Борджа), также стал папой под именем Александр VI.

## «Булла против кометы»

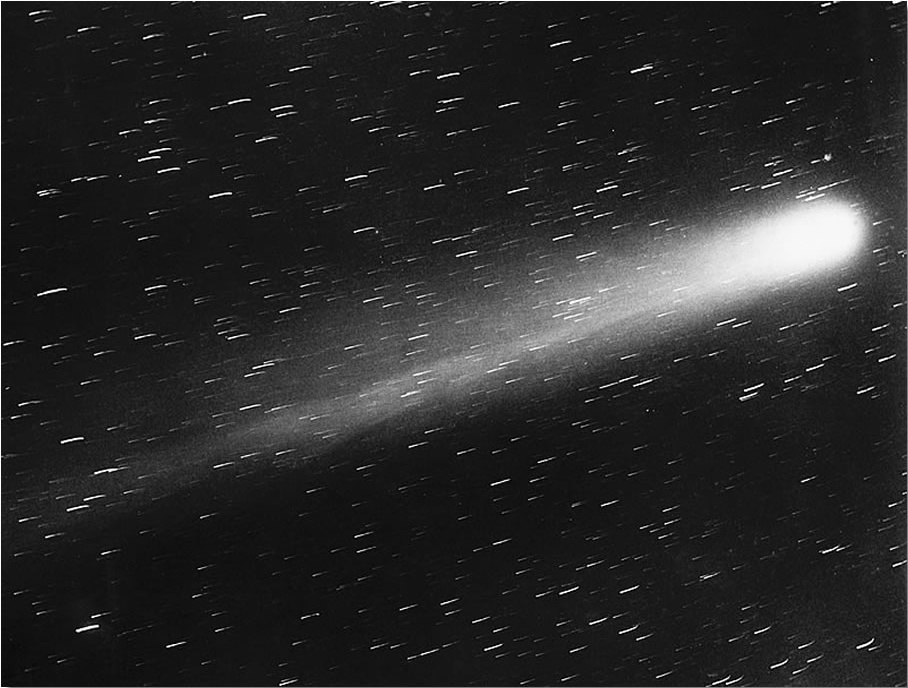
Комета Галлея. 29 мая 1910 года

По одной из версий (она впервые появилась в 1475 году в посмертной биографии Каликста и впоследствии была приукрашена и популяризирована Пьер-Симоном Лапласом), Каликст III наложил анафему на комету Галлея, которая появилась в 1456 году, полагая, что это плохое предзнаменование для христианских защитников Белграда от османов. Ни один из известных источников не подтверждает подлинность этой информации. 29 июня 1456 года в папской булле Каликст III призывал к молитве за успех крестового похода, но не делал никаких упоминаний о комете. По состоянию на 6 августа, когда турецкая осада была снята, комета не была видна в Европе или Турции в течение нескольких недель.

## Наследие
Католический историк Людвиг фон Пастор так отозвался о Каликсте:
«За исключением непотизма, Каликст III заслуживает высокой похвалы, в особенности за проявленную энергию и постоянство, которые он проявил в достижении главной на тот момент цели — защиты западной цивилизации от турецкой экспансии…При этом следует отметить, что в разгар военных и политических событий, требовавших много времени и внимания, он не забывал о внутренних делах Церкви, а также активно выступал против ереси»